# Yupik
Yupik, även yupiker, jupik, är en samlingsbeteckning för flera amerikanska ursprungsfolk som lever i västra, sydvästra och sydcentrala Alaska samt i Tjuktjien i ryska Fjärran Östern. De tillhör den eskimå-aleutiska språkfamiljen och är nära besläktade med inuiter och inupiater. Namnet "yupik" kommer från det egna språket och betyder "riktiga människor" (av yuk = människa och -pik = verklig).

## Undergrupper
Yupik delas in i flera grupper beroende på geografisk hemvist och dialekt:
- Centralalaskiska yup'ik: Den största gruppen, bosatt i Yukon–Kuskokwim-deltat, längs Kuskokwimfloden och norra Bristol Bay i Alaska.
- Cup'ik: En dialektal och kulturell variant av Yup'ik, främst i Hooper Bay och Chevak samt på Nunivakön.
- Alutiiq/sugpiaq: Lever längs Alaskas sydkust, inklusive Kodiakarkipelagen och Alaskahalvön.
- Sibiriska yupik: Bosatta på St. Lawrence Island i Alaska samt längs Tjuktjien i Ryssland.

## Historia
Yupiks förfäder tros ha migrerat från östra Sibirien till Berings havsområdet för cirka 10 000 år sedan. Omkring 3 000 år sedan bosatte de sig längs Alaskas kust och spred sig senare uppför floder som Yukon och Kuskokwim. Under 1800-talet påverkades de starkt av rysk kolonisation, vilket ledde till kristnandet av många samhällen och förändringar i traditionell livsstil.

## Kultur och samhällsliv
Yupikkulturen präglas av ett starkt band till naturen och säsongsbaserade aktiviteter. Traditionellt jagade de säl, valross, älg och karibou samt fiskade lax och andra fiskarter. Under sommaren bodde familjer i fiskeläger och samlade bär och växter, medan vintern tillbringades i byar där man samlades i qasgiq – ett gemensamt hus för män som fungerade som centrum för ceremonier, dans och berättande.
En unik tradition är att barn ofta namnges efter den senaste avlidna personen i byn, vilket anses föra vidare dennes själ.

## Språk
Yupikspråken tillhör den eskimå-aleutiska språkfamiljen och omfattar flera dialekter:
- Centralalaskisk Yup'ik: Det mest talade ursprungsspråket i Alaska.
- Cup'ik: En dialekt med egna särdrag, talad i vissa västliga samhällen.
- Sibirisk Yupik: Talad på St. Lawrence Island och i delar av Ryssland.

Språken är polysyntetiska och använder suffix för att bilda långa, komplexa ord.

## Religion
Traditionell andlighet inkluderade animism och schamanism, där naturen och djur hade andliga betydelser. Med rysk kolonisation introducerades kristendom, särskilt östortodoxa kyrkan, som idag är utbredd bland yupik.

## Demografi
Enligt folkräkningar finns det cirka 35 000 yupik, varav majoriteten bor i Alaska och omkring 1 700 i Ryssland. Centralalaskiska yup'ik utgör den största gruppen bland Alaskas ursprungsbefolkningar.

## Samtida utmaningar
Klimatförändringar påverkar många Yupik-samhällen, särskilt de som ligger nära kusten. Byar som Newtok har tvingats flytta på grund av erosion och smältande permafrost. Samtidigt pågår arbete för att bevara språk och kultur genom utbildning och kulturella program.